# 舍费尔赛姆
舍费尔赛姆（发音：[ʃɛfəʁsaim]；德语：Schäffersheim）是法国下莱茵省的一个市镇，位于该省中南部偏西，属于塞莱斯塔-埃尔什泰因区（Sélestat-Erstein）和埃尔什泰因区（Erstein）。该市镇总面积3.96平方公里，2009年时的人口为820人。

## 人口
舍费尔赛姆人口变化图示